# Municipio de Mead (Ohio)
El municipio de Mead (en inglés: Mead Township) es un municipio ubicado en el condado de Belmont en el estado estadounidense de Ohio. En el año 2010 tenía una población de 5967 habitantes y una densidad poblacional de 71,87 personas por km².

## Geografía
El municipio de Mead se encuentra ubicado en las coordenadas 39°56′37″N 80°47′57″O / 39.94361, -80.79917. Según la Oficina del Censo de los Estados Unidos, el municipio tiene una superficie total de 83.03 km², de la cual 82.65 km² corresponden a tierra firme y (0.45%) 0.38 km² es agua.

## Demografía
Según el censo de 2010, había 5967 personas residiendo en el municipio de Mead. La densidad de población era de 71,87 hab./km². De los 5967 habitantes, el municipio de Mead estaba compuesto por el 99.03% blancos, el 0.15% eran afroamericanos, el 0.07% eran amerindios, el 0.12% eran asiáticos, el 0.07% eran isleños del Pacífico, el 0.03% eran de otras razas y el 0.54% pertenecían a dos o más razas. Del total de la población el 0.42% eran hispanos o latinos de cualquier raza.